# Gustav von Dreising
Gustav Adolph Franz Georg Dreising, seit 1901 von Dreising (* 14. Oktober 1846 in Smoszew; † 16. Juni 1917 bei St. Apollinar) war ein preußischer Generalleutnant.

## Leben

### Herkunft
Er war der Sohn des Thurn- und Taxischen Gutspächters Emil Dreising und dessen Ehefrau Marie, geborene Steinhagen.

### Militärkarriere
Dreising besuchte das Kadettenkorps und wurde am 18. April 1865 als chargierter Fähnrich dem 6. Brandenburgischen Infanterie-Regiment Nr. 52 der Preußischen Armee überwiesen. Mit diesem Regiment nahm er während des Krieges gegen Österreich 1866 an den Kämpfen bei Nachod, Skalitz, Schweinschädel, der Beschießung von Gradlitz sowie der Schlacht bei Königgrätz teil. Am 12. Juli 1866 zum Sekondeleutnant befördert, wurde Dreising am 1. April 1869 zum Adjutanten des I. Bataillons ernannt. In dieser Stellung kam er während des Krieges gegen Frankreich 1870/71 in der Schlacht bei Spichern zum Einsatz, wurde bei Mars-la-Tour schwer verwundet und konnte trotzdem noch an der Belagerung von Metz mitwirken. Auch in der Schlacht bei Bapaume zog Dreising sich eine Verwundung zu. Er erhielt das Eiserne Kreuz II. Klasse und stieg nach dem Frieden von Frankfurt zum Premierleutnant auf. Im Juni 1873 zur Militärschießschule kommandiert, folgte im Jahr darauf von Ende März bis Ende August 1874 eine Verwendung als Hilfslehrer in dieser Bildungsanstalt. Mitte Oktober 1876 als Adjutant zur 11. Infanterie-Brigade kommandiert, wurde Dreising unter Belassung in diesem Kommando à la suite des 1. Westpreußischen Grenadier-Regiments Nr. 6 gestellt und am 12. Oktober 1878 zum Hauptmann befördert. Als Kompaniechef folgte am 21. Oktober 1879 seine Versetzung in das 4. Badische Infanterie-Regiment „Prinz Wilhelm“ Nr. 112. Dort wurde er am 20. August 1889 Major und am 18. November 1890 Bataillonskommandeur. Im September 1894 war Dreising zur Beobachtung der Manöver der Schweizer Armee kommandiert. Als Oberstleutnant und etatmäßiger Stabsoffizier wurde er am 19. Juni 1895 in das Infanterie-Regiment „von Lützow“ (1. Rheinisches) Nr. 25 versetzt. Unter Beförderung zum Oberst war Dreising dann vom 17. Juni 1897 bis 17. Mai 1901 Kommandeur des Infanterie-Regiments „Graf Werder“ (4. Rheinisches) Nr. 30. Zwischenzeitlich war Dreising am 18. Januar 1901 durch Wilhelm II. in den erblichen Adelsstand erhoben worden.
Unter Beförderung zum Generalmajor erhielt er am 18. Mai 1901 das Kommando über die 35. Infanterie-Brigade in Flensburg. In Genehmigung seines Abschiedsgesuches wurde Dreising schließlich am 24. April 1904 unter Verleihung des Charakters als Generalleutnant mit Pension zur Disposition gestellt. In Würdigung seiner Verdienste war ihm der Stern zum Roten Adlerorden II. Klasse mit Eichenlaub sowie der Stern zum Kronenorden II. Klasse verliehen worden.
Trotz seines fortgeschrittenen Alters stellte sich Dreising während des Ersten Weltkriegs zur Verfügung. Er war zunächst Kommandeur der 25. gemischten Landwehr-Infanterie-Brigade und erhielt im April 1915 den Stern mit Schwertern zum Roten Adlerorden II. Klasse mit Eichenlaub. Dreising wurde am 12. September 1916 zum Kommandeur der 25. Landwehr-Division an der Westfront ernannt. Mit dem Großverband nahm er an den Stellungskämpfen an der Aisne teil und wirkte im April 1917 in der Doppelschlacht Aisne-Champagne. Anschließend verlegte die Division in das Oberelsass, wo Dreising am 16. Juni 1917 bei St. Apollinar verstarb.